# Osteoide
En histología, el osteoide es la porción orgánica sin mineralizar de la matriz ósea que se forma con anterioridad a la maduración del tejido óseo. Los osteoblastos comienzan el proceso de formación tisular del hueso secretando el osteoide como varias proteínas específicas. Cuando el osteoide se mineraliza, este mismo y las células del hueso adyacentes se han convertido en tejido óseo nuevo.
El osteoide conforma aproximadamente el 50% del volumen óseo y el 40% del peso de los huesos está compuesto de fibras y sustancia fundamental. El tipo de fibra predominante es el colágeno tipo I; consta del 90% del osteoide. La sustancia fundamental está formada de sulfato de condroitina y osteocalcina.

## Trastornos
Cuando hay nutrientes minerales insuficientes o alguna disfunción en los osteoblastos, el osteoide no se mineraliza correctamente, y se acumula. El trastorno resultante está denominado como raquitismo en niños y osteomalacia en adultos.
En algunos casos, el hiperparatiroidismo secundario puede causar alboroto en la mineralización de calcio y fosfato.
Otra condición patológica es el alboroto en células primitivas transformadas de origen mesenquimal que presenta diferenciación osteoblástica y produce osteoides malignos (mutados). Esto resulta en la formación de un tumor maligno o cáncer en el hueso inicial conocido como osteosarcoma. Esta patología se desarrolla más a menudo en la adolescencia durante periodos de rápida formación de osteoides (referido como estirón en la altura).